# Liesl Herbst
Elise (Liesl) Anna Herbst (8. listopadu 1903 Krnov – 25. února 1990 Londýn) byla rakouská tenistka židovského původu, která pocházela z Rakouského Slezska.

## Životopis
Liesl Herbst (rozená Westreichová) se narodila 8. listopadu 1903 v Krnově. Její rodina vlastnila v Krnově lihovar Gessler, který vyráběl likér Praděd. Bydlela s rodiči a sestrami v krnovské vile Westreich. Její otec Leo Westreich řídil společnost se svým švagrem Siegfriedem Gesslerem. Liesl Westreichová se v roce 1926 vdala za Davida Herbsta. Od roku 1928 do roku 1938 byl její manžel prezidentem sportovního klubu Hakoah Vienna. V roce 1938 po anšlusu byla nucena se svým manželem a dcerou Dorrit opustit Rakousko a usadili se ve Velké Británii. Během 2. světové války zemřela její matka a sestra v koncentračním táboře Terezín. Její druhá sestra Gertruda Löwenbeinová byla zavražděna při hromadné střelbě během Slovenského národního povstání v Banské Bystrici na Slovensku v roce 1944 i s manželem Rudolfem a dcerou Annou.

## Kariéra
Liesl Herbst se stala tenisovou šampiónkou Rakouska v roce 1930. Hlavní část její kariéry trvala v letech 1929 až 1937, kdy se zúčastnila více než 70 turnajů. Reprezentovala Rakousko také na mnoha mezinárodních tenisových zápasech. Během své kariéry vyhrála nejméně 15 singlových turnajů.
V letech 1930 až 1936 obsadila přední místa v národním žebříčku, avšak Rakouská tenisová asociace ji neumožnila účast na turnajích ve Wimbledonu nebo na French open, i tak si zahrála proti několika šampionkám Grand Slamu a mezinárodním hvězdám, jako byla Helen Jacobsová. Ve smíšených čtyřhrách v 30. letech byla součásti týmu, který reprezentoval Rakousko v Davis Cupu. Po anšlusu reprezentovala v roce 1939 ve Wimbledonu Československo. Do roku 1946 neexistovaly žádné tenisové turnaje a poté již hrála Wimbledon její dcera. Po konci tenisové kariéry se věnovala golfu a lyžování. Zemřela v Londýně 25. února 1990.